# 辩经

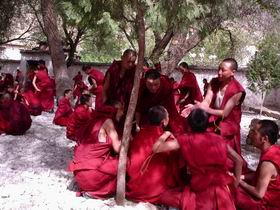
色拉寺喇嘛辩经场面

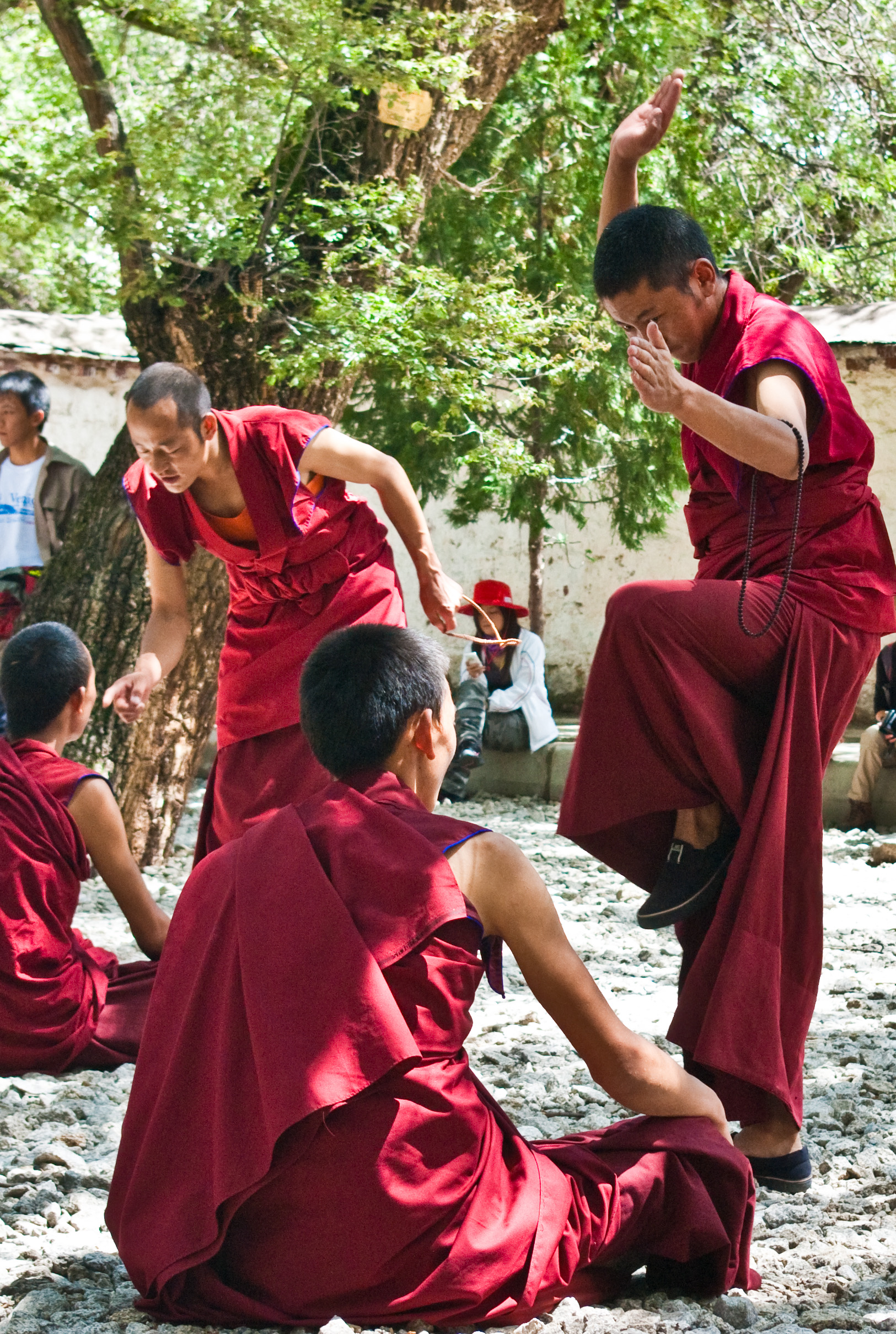
色拉寺喇嘛辩经场面2

辩经（藏語：མཚན་ཉིད་རྩོད་པ་，威利转写：mtshan nyid rtsod pa，藏语拼音：Cännyi zöpa），漢語音译为“村尼作巴”，是藏传佛教中的一种辩论，常见于藏传佛教寺庙内的树荫处。

## 方式
辩经方式主要分为两大种，对辩和立宗辩。对辩是两人先后辩论，一人提问一人回答不许反问，如此一段时间后再反向进行。立宗辩则是一人自立一说，而众人可对其提出异议，回复则只能有是、否和不定三种答案。雙方立論也要以經典為根據。
中間以響亮的拍手聲做分隔，如果一方答題時間太長，其他方會以三次拍手聲做抗議。若大家覺得辯達很成功，則會以用力踩踏地面的方式來表示認同。

## 思路
喇嘛辩经的過程主要以兩種根據作為討論基礎，其一是「因明邏輯的思辯」，以大家普遍公認的道理來做推論基礎，依照因明学进行逻辑推理而发出質詢；其二为「引用經典」，從共同承認經典當中，引用釋迦文佛、祖師大德、先聖先賢所詮述的文字，如此交叉比對，可以推敲出許多經文中的細微意涵，从而对佛法教义产生讨论。辩经也是对喇嘛的水平考核的主要手段。辩经时可以一对一，也可以一对多，进行过程中配有一些手势例如拍手，有着不同的涵义。